# NGC 5428
NGC 5428 est une paire d'étoiles située dans la constellation de la Vierge au nord et près de la galaxie NGC 5427. L'astronome allemand Wilhelm Tempel a enregistré la position de cette paire en 1882. Tempel a souvent confondu des systèmes stellaires triples ou doubles avec des nébuleuses en tentant de trouver des compagnes à des galaxies plus brillantes.